# 潮見町 (宮崎市)
潮見町（しおみちょう）とは、宮崎県宮崎市内の地名。檍地域自治区に属している。郵便番号は880-0862。

## 地理
宮崎市の中心部、檍地域自治区に属する。大淀川北岸にあり、北を大王町、東を中西町、南を出来島町、西を永楽町、南東を高洲町、南西を前原町に囲まれた住宅地である。

## 歴史
- 1949年 - 吉村町・瀬頭町から潮見町が成立。

## 世帯数と人口
2023年（令和5年）9月1日現在の世帯数と人口は以下の通りである。
| 町丁   | 世帯数  | 人口   |
| ------ | ------- | ------ |
| 潮見町 | 853世帯 | 1459人 |

## 小・中学校の学区
市立小・中学校に通う場合、学区は以下の通りとなる。
| 町名   | 小学校             | 中学校             |
| ------ | ------------------ | ------------------ |
| 潮見町 | 宮崎市立潮見小学校 | 宮崎市立宮崎中学校 |

## 交通

### バス
宮交グループの運営するバスが営業している。

### 道路
- 市道吉村通線（宮崎内環状線）

## 施設
- 宮崎市立潮見小学校